# Uitgeverij Moon
Uitgeverij Moon is een Nederlandse uitgeverij, die zich heeft gespecialiseerd in kinderboeken en jeugdliteratuur.

## Geschiedenis
Uitgeverij Moon werd opgericht in 2007 in Amsterdam. De uitgeverij maakt onderdeel uit van Overamstel Uitgevers, waar ook Lebowski en Carrera onder vallen. Uitgeverij Moon specialiseert zich in kinderboeken en jeugdliteratuur en maakt hierbij het onderscheid tussen de leeftijdscategorieën 0-6, 6-12 en 12+.
De boeken in de categorie Young Adult worden uitgegeven door de subsectie Moon Young Adult.

## Bekende auteurs
Uitgeverij Moon heeft onder andere boeken uitgegeven van de volgende schrijvers en illustratoren:
- Dr. Seuss
- Robert Alberdingk Thijm
- Kelley Armstrong
- Nick Arnold
- Sanne de Bakker
- L. Frank Baum
- Jette Carolijn van den Berg
- Emile Bode
- Klaas Bond
- Jan Bosschaert
- Khalid Boudou
- Patrick Carman
- Cassandra Clare
- Chris Colfer
- Dave Cousins
- Daphne Deckers
- Lida Dijkstra
- Don Duyns
- Bies van Ede
- Victoria Farkas
- Tiny Fisscher
- Wilma Geldof
- Daniel Handler

- Lucy Hawking
- Stephen Hawking
- Charlie Higson
- Elizabeth Honey
- Marloes Kemming
- Het Klokhuis
- Enne Koens
- André Kuipers
- LEGO
- Christopher Lloyd
- Patricia McCormick
- Richelle Mead
- Henry H. Neff
- Kees van Nieuwkerk
- Tjerk Noordraven
- Rima Orie
- Maaike van Poelje
- Robin Raven
- Fiona Rempt
- Ahmad Resh
- Patrick van Rhijn
- Floor Rieder
- Loes Riphagen

- Annet Schaap
- Dirk Scheele
- Govert Schilling
- Pamela Sharon
- Manon Sikkel
- Marlies Slegers
- Vivian Slingerland
- Noëlle Smit
- Lemony Snicket
- Gitte Spee
- Manon Spierenburg
- Marita de Sterck
- Maggie Stiefvater
- Harmen van Straaten
- Henk van Straten
- Maureen du Toit
- Sanne Vogel
- Peter van der Vorst
- Richard Walker
- Mel Wallis de Vries
- Thijs Willekes
- Floortje Zwigtman
- Sara Shepard